# Kusuma Wardhani
Kusuma Wardhani   (Makassar, 20 de febrer de 1964 - Makassar, 12 de novembre de 2023) va una tiradora amb arc indonèsia que va competir durant les dècades del 1980 i 1990.
El 1988 va prendre part en els Jocs Olímpics de Seül, on va disputar dues proves del programa de tir amb arc. Va guanyar la medalla de plata en la competició per equips, formant equip amb Lilies Handayani i Nurfitriyana Saiman, en el que seria la primera medalla olímpica per Indonèsia, mentre en la prova individual finalitzà en dinovena posició.